# Овчинников, Сергей Владимирович
Серге́й Влади́мирович Овчи́нников (7 декабря 1984, Гирей, Краснодарский край, СССР) — российский футболист, нападающий.

## Карьера
Профессиональную футбольную карьеру начал в 2001 году в клубе Второго дивизиона «Краснодар-2000». В 2002—2003 годах играл в московском «Локомотиве», проведя 5 матчей за основной состав (4 в чемпионате, один в кубке), выступал вместе с тёзкой и однофамильцем вратарём Сергеем Овчинниковым; за дублирующий состав сыграл 41 матч, забил 19 голов. В 2003—2005 годах играл в первом дивизионе за нальчикский «Спартак», регулярно выходя на поле, в том числе в сезоне-2005, когда клуб занял в турнире 2-е место, выйдя в Премьер-лигу. В 2006 году вновь играл за «Краснодар-2000» во втором дивизионе. В сезоне 2007 года выступал в первом дивизионе за «Машук-КМВ», по ходу того сезона перешёл в клуб того же дивизиона «СКА-Энергия», где выступал до 2009 года. В 2009 году по ходу сезона вернулся в нальчикский «Спартак», за который сыграл 1 матч в Премьер-лиге и 8 матчей (1 гол) в первенстве молодёжных составов. 21 апреля 2010 года был заявлен за «Горняк» Учалы. 1 марта 2011 года перешёл в «Луч-Энергию», подписав контракт на 1,5 года. Провёл 4 стартовые игры, затем получил травму и летом покинул команду. В июле 2014 года подписал контракт в ереванским клубом «Улисс» и уже в дебютном матче отличился забитым мячом в ворота действующего чемпиона страны «Бананца». В начале 2015 года Овчинников покинул «Улисс».

## Достижения
- Чемпион России: 2002
- Серебряный призёр Первого дивизиона: 2005